# Armenia Soviética (periódico)
"Armenia Soviética" (en azerí: Sovet Ermənistanı) fue el periódico republicano en lengua azerbaiyana en la RSS de Armenia. El periódico fue órgano del Comité Central del Partido Comunista de la República Socialista Soviética de Armenia, el Sóviet Supremo de la República Socialista Soviética de Armenia y el Consejo de Ministros.

## Historia
Después del establecimiento del poder soviético en Armenia la cuestión de crear una prensa comunista-bolchevique era necesaria. El 7 de enero de 1921, se publicó en Ereván el semanario "Comunista" en idioma azerbaiyano. El periódico "Comunista" se publicó del 7 de enero al 8 de febrero de 1921. El periódico siguió publicándose bajo la dirección de Hamid Ganizade hasta el 8 de febrero.  El 9 de febrero de 1921 la redacción del periódico "Comunista" fue incendiada y destruida. Por eso se detuvo la actividad del periódico.
El periódico se publicó con el nombre de "Comunista" en 1921, "Ranjbar" en 1922, "Zangi" en 1925, "Gizil Shafaq" en 1929, "Comunista" nuevamente en 1937 y "Armenia soviética" en 1939.